# Тор: Рагнарок
„Тор: Рагнарок“ (на английски: Thor: Ragnarok) е американски супергеройски филм от 2017 г. за едноименния персонаж на Марвел Комикс. Режисьор е Тайка Уайтити, а сценарият е на Стефани Фолсъм. Това е 17-ият филм в Киновселената на Марвел. Премиерата в САЩ е на 3 ноември 2017 г.

## Резюме
Светът на Тор се обърква, когато измамният му брат – Локи, завладява Асгард, могъщата Хела се освобождава от затвора си и иска трона на Асгард, а самият Тор е пленен в другия край на вселената. За да избяга и да спаси дома си от неизбежната му разруха, Тор трябва да спечели смъртоносно състезание, като за целта трябва да победи бившия си съюзник и Отмъстител – Невероятния Хълк.

## Актьорски състав
| Актьор             | Роля                              |
| ------------------ | --------------------------------- |
| Крис Хемсуърт      | Тор                               |
| Марк Ръфало        | Брус Банър / Хълк                 |
| Том Хидълстън      | Локи                              |
| Теса Томпсън       | Валкирия                          |
| Идрис Елба         | Хаймдал                           |
| Антъни Хопкинс     | Один                              |
| Кейт Бланшет       | Хела                              |
| Карл Ърбан         | Скурдж                            |
| Джеф Голдблум      | Властелина                        |
| Бенедикт Къмбърбач | Стивън Стрейндж / Доктор Стрейндж |
| Тайка Уайтити      | Корг                              |
| Кланси Браун       | Суртур                            |
| Рей Стивънсън      | Волстаг                           |
| Закари Леви        | Фандрал                           |
| Таданобу Асано     | Хогун                             |
| Стан Лий           | Фризьорът на Властелина           |